# Tornado de vórtices múltiplos

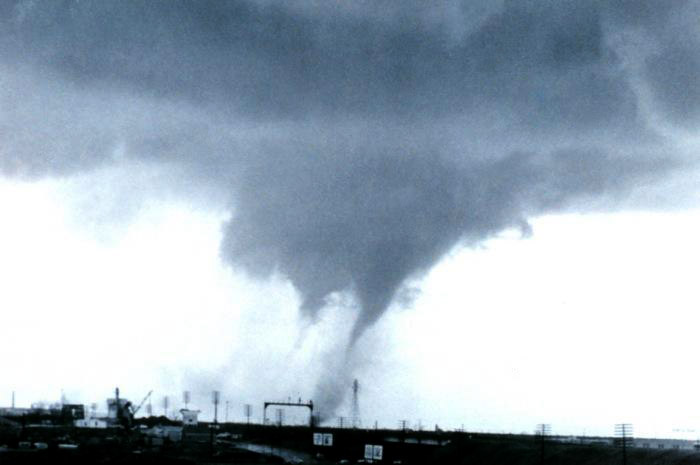
Estrutura de multivórtice em um tornado sobre Dallas, Texas, em 2 de Abril de 1957.

Um tornado de vórtices múltiplos é um tornado que contém vários vórtices em rotação ao seu redor e dentro de parte do vórtice principal. Esses vórtices múltiplos são algo semelhante aos mesovórtices da parede do olho, encontrados em ciclones tropicais intensos. As únicas vezes em que os vórtices múltiplos podem ser visíveis é quando o tornado se forma ou quando a condensação e os fragmentos estão suficientemente balanceados para que os subvórtices apareçam sem serem obscurecidos. 